# Derbyshire (schip, 1976)
De Derbyshire was een OBO-carrier (ore-bulk-oil, erts-bulk-olie) gebouwd in 1976 door Swan Hunter onder de naam Liverpool Bridge. De thuishaven was Liverpool en de eigenaar was Bibby Line. In november 1977 werd in spant 65 een scheur ontdekt. In december van dat jaar werd het schip omgedoopt tot Derbyshire. In 1978 werd het schip een jaar opgelegd bij Stavanger.

## Ramp
De Derbyshire vertrok op 11 juli 1980 uit Sept-Îles, Quebec, Canada voor een reis via Kaap de Goede Hoop naar Kawasaki, Japan, met zo'n 158.000 ton ertsconcentraat aan boord, verdeeld over zeven van de negen ruimen. Op 09:30 GMT 9 september 1980 ontving de rederij het laatste bericht van de Derbyshire. Hierin werd de middagpositie gemeld (25°19'N 133°11'E om 03:00 GMT) en meldde de bemanning dat het schip gaande moest worden gehouden in verband met de tyfoon. Diezelfde dag verging het schip tijdens de tyfoon Orchid, ten zuiden van Japan. Het schip ging ten onder met de gehele bemanning van 42 man, en 2 meevarende echtgenotes. Tot op heden is het het grootste schip onder Britse vlag dat is vergaan. Vijf dagen later, toen het niet aankwam op de verwachte datum, werd een zoektocht georganiseerd. Hierbij werden alleen een olievlek en een sloep van de Derbyshire gezien.

## Zoektocht
Aanvankelijk werd de bemanning nalatigheid verweten. Hierop begon de International Transport Workers' Federation een eigen onderzoek om het wrak te vinden. Hoewel een grote maritieme consulent verklaarde dat de zoektocht hopeloos was, zette de bond door, hoewel er slechts een budget was om acht dagen te zoeken. Een team wiskundigen werd aangetrokken die gebruik maakten van de bayesiaanse zoekmethode. Het wrak werd gevonden in juni 1994 toen de acht dagen bijna verstreken waren. Er werd gebruikgemaakt van een ROV, de Magellan, om foto's te maken die bevestigden dat dit het juiste wrak was. De vreemde richting waarin het schip lag, werd gepubliceerd in een rapport op 12 maart 1998. Hierdoor werd de Britse overheid gedwongen om het onderzoek naar de ramp te heropenen.

## Onderzoek
Het onderzoek begon op 2 april 2000. De conclusie was dat het schip was gezonken door een constructiefout. De bemanning werd ontheven van enige verantwoordelijkheid voor het zinken. Via twaalf luchtkokers bleek de bak vol water te lopen, waardoor het schip voorover trimde. Hierdoor kwam het voorste luik onder water te staan. Door de waterdruk begaf dit luik het, zodat ruim 1 ook volliep. De trim nam verder toe, zodat met luik 2 hetzelfde gebeurde. De krachten die nu op het schip stonden, waren groter dan waar het voor ontworpen was en in combinatie met de hoge golven zorgde dit ervoor dat het brak. Het zonk daarna zeer snel naar 4100 meter diepte. Er wordt vermoed dat de fout zit bij spant 65. De in 1986 gestrande Kowloon Bridge brak hierdoor, en constructiefouten in twee zusterschepen wijzen hier ook naar.
De Derbyshire Family Association kreeg van de The Marine Society in juli 2004 een zilveren medaille voor hun inzet om de veiligheid van bulkcarriers te verbeteren.

## Nalatigheid
Het verhaal over nalatigheid van de bemanning was de conclusie van twee van de drie onderzoekers die waren aangewezen door het Britse Department of Transport. Ze onderzochten de 135.774 foto's van de Derbyshire die tijdens twee onderzoeksreizen door een schip van het Woods Hole Oceanographic Institution werden genomen. Deze onderzoekers, Robin Williams en Remo Torchio waren beiden scheepsbouwkundig ingenieur, maar hadden nooit gevaren. Zij concludeerden dat een tros die uit een luik op de bak kwam, bewijs was dat de bemanning aan het klaarmaken was geweest voor aankomst en het luik open hadden laten staan met de tros er half uit, terwijl de tyfoon in aantocht was. Maar elk schip wordt pas een paar uur voor aankomsttijd klaargemaakt voor de aankomst, en niet vijf dagen van tevoren, zoals nu het geval was.
Tijdens het tweede onderzoek van april/juli 2000 werd eenvoudig aangetoond dat het luik beschadigd was, waarschijnlijk door de afgebroken lier, of de voormast. De tros was er daarna uitgekomen door zijn drijfvermogen.
De derde onderzoeker was Douglas Faulkner, professor scheepsbouwkunde aan de universiteit van Glasgow. Hij trok zich terug uit het onderzoek voordat de bewering van nalatigheid gemaakt werd.